# Audun-le-Roman

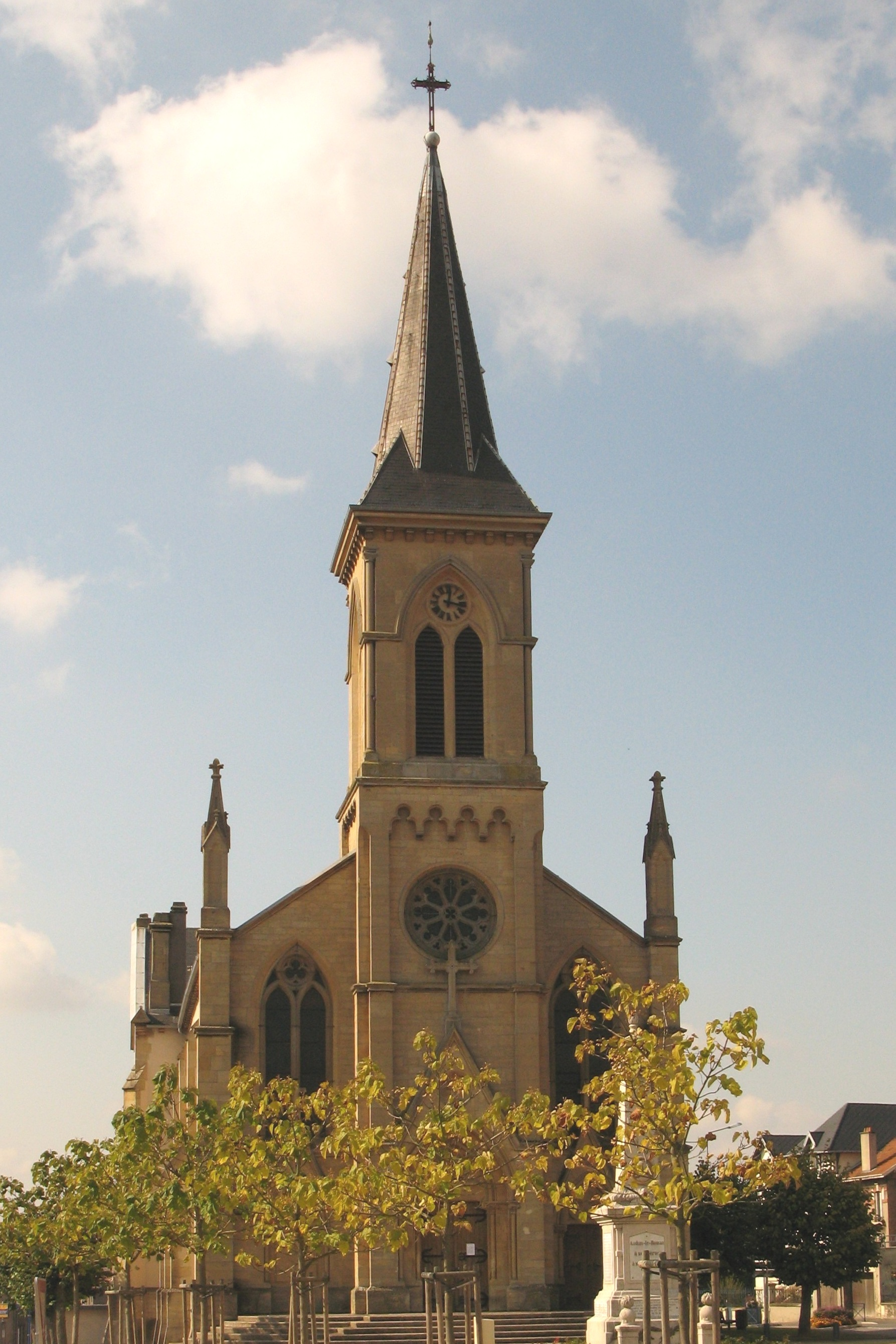
Kościół w Audun-le-Roman (2008)

Audun-le-Roman – miejscowość i gmina we Francji, w regionie Grand Est, w departamencie Meurthe i Mozela.
Według danych na rok 1990 gminę zamieszkiwało 2121 osób, a gęstość zaludnienia wynosiła 280 osób/km² (wśród 2335 gmin Lotaryngii Audun-le-Roman plasuje się na 200. miejscu pod względem liczby ludności, natomiast pod względem powierzchni na miejscu 783.).

## Populacja

Populacja Audun-le-Roman w latach 1962–2008